# Кевін Клайн
Кевін Делані Клайн (англ. Kevin Delaney Kline; нар. 24 жовтня 1947, Сент-Луїс, Міссурі) — американський кіноактор, лауреат премії Американської кіноакадемії «Оскар» 1989 року і трьох нагород «Тоні», а також номінації на дві нагороди БАФТА, дві премії «Еммі» та п’ять нагород «Золотий глобус». У 2003 році був прийнятий до Зали слави американського театру.

## Біографія
Отримав солідну акторську та загальногуманітарну освіту: вивчав драматичне мистецтво, музику та пантоміму в університеті штату Індіани, закінчив Джульярдську драматичну школу.
У молодості грав у театрі, у тому числі на Бродвеї. Двічі був удостоєний престижної премії «Тоні». Прийшовши у кіно, швидко затвердився як актор великого драматичного таланту. Отримав від журналу Vanity Fair прізвисько «Еррол Флінн 80-х».
Перші вдалі ролі у кінематографі — фільми «Вибір Софії» (1982, номінація на «Золотий глобус») та «Велике розчарування» (1983). Став дуже популярний, зігравши в ексцентричній комедії «Рибка на ім'я Ванда» (1989, «Оскар» за найкращу чоловічу роль другого плану).
Актор багато грав в інтелектуальному кіно.

## Особисте життя
1989 року Кевін Клайн одружився з американською акторкою Фібі Кейтс, яка молодша за нього на 16 років. Вони познайомилися на прослуховуванні до фільму «Велике розчарування» (1983). Клайн та Кейтс проживають у Нью-Йорку, у них двоє дітей — син Овен Джозеф Клайн (*1991), який знявся 2005 року у картині «Кальмар та Кіт», і дочка Грета Симона Клайн (*1994).

## Фільмографія
| Рік       |    | Українська назва                                    | Оригінальна назва                                        | Роль                                                             |
| --------- | -- | --------------------------------------------------- | -------------------------------------------------------- | ---------------------------------------------------------------- |
| 2025      | ф  | Велика смілива красива подорож                      | A Big Bold Beautiful Journey                             |                                                                  |
| 2024      | с  | Дисклеймер                                          | Disclaimer                                               | Стівен Брігсток                                                  |
| 2020      | ф  |                                                     | The Diary                                                |                                                                  |
| 2011—2020 | с  | Закусочна Боба                                      | Bob's Burgers                                            | пан Келвін Фішодер (голос, 33 епізоди)                           |
| 2019      | ф  |                                                     | The Investigation: A Search for the Truth in Ten Acts    | Роберт С. Мюллер 3-й                                             |
| 1990—2017 | с  | Великі виступи                                      | Great Performances                                       | Гамлет / Сірано де Бержерак / Геррі Ессендін (по одному епізоду) |
| 2017      | ф  |                                                     | Present Laughter                                         | Геррі Ессендін                                                   |
| 2017      | ф  | Красуня і Чудовисько                                | Beauty and the Beast                                     | Моріс, батько Белль                                              |
| 2016      | с  | Мая та Марті                                        | Maya & Marty                                             | Чоловік (1 епізод)                                               |
| 2016      | ф  | Дін                                                 | Dean                                                     | Роберт                                                           |
| 2015      | ф  | Рікі та Спалах                                      | Ricki and the Flash                                      | Піт                                                              |
| 2014      | ф  |                                                     | James McNeill Whistler and the Case for Beauty           | Джеймс Вістлер (голос)                                           |
| 2014      | ф  | Моя старенька пані                                  | My Old Lady                                              | Матіас Голд                                                      |
| 2013      | ф  | Останнє похмілля у Вегасі                           | Last Vegas                                               | Сем Герріс                                                       |
| 2013      | ф  | Останній із Робін Гудів                             | The Last of Robin Hood                                   | Еррол Флінн                                                      |
| 2012      | ф  |                                                     | Oscar Etiquette                                          | Кевін Клайн                                                      |
| 2012      | ф  | Найближчий друг                                     | Darling Companion                                        | Джозеф                                                           |
| 2011      | ф  | Більше ніж секс                                     | No Strings Attached                                      | Елвін                                                            |
| 2010      | ф  |                                                     | L'homme du Pont Levant                                   | чоловік у білому                                                 |
| 2010      | ф  | Змовниця                                            | The Conspirator                                          | Едвін Стентон                                                    |
| 2010      | ф  | Екстрамен (Зайва людина)                            | The Extra Man                                            | Генрі Геррісон                                                   |
| 2009      | ф  | Шахістка                                            | Joueuse                                                  | Крогер                                                           |
| 2008      | ф  | Пригоди Десперо                                     | The Tale of Despereaux                                   | Андре (голос)                                                    |
| 2008      | ф  | Так, можливо                                        | Definitely, Maybe                                        | Гемптон Рот                                                      |
| 2007      | ф  | Работоргівля                                        | Trade                                                    | Рей Шерідан                                                      |
| 2006      | ф  | Як вам це сподобається                              | As You Like It                                           | Жак                                                              |
| 2006      | ф  | Компаньйони                                         | A Prairie Home Companion                                 | Гай Нуар                                                         |
| 2006      | ф  | Рожева пантера                                      | The Pink Panther                                         | Шарль Дрейфус, головний інспектор                                |
| 2004      | ф  |                                                     | Mary Engelbreit's the Night Before Christmas             | Папа́ (голос)                                                     |
| 2004      | ф  | Джиміні Глік в Ля-ля-вуді                           | Jiminy Glick in Lalawood                                 | Кевін Клайн                                                      |
| 2004      | ф  | Улюбленець                                          | De-Lovely                                                | Коул Портер                                                      |
| 2003      | с  | Свобода: Історія Сполучених Штатів (документальний) | Freedom: A History of US                                 | голоси різних персонажів (7 епізодів)                            |
| 2002      | ф  | Імператорський клуб                                 | The Emperor's Club                                       | Вільям Гандерт                                                   |
| 2002      | ф  | Горбань з Нотр-Даму 2                               | The Hunchback of Notre Dame II                           | капітан Феб де Шатопер (голос)                                   |
| 2002      | ф  | Країна чудіїв                                       | Orange County                                            | Маркус Скіннер                                                   |
| 2001      | ф  | Життя як дім                                        | Life as a House                                          | Джордж Монро                                                     |
| 2001      | ф  | Ювілей                                              | The Anniversary Party                                    | Кел Голд                                                         |
| 2000      | ф  | Дорога на Ельдорадо                                 | The Road to El Dorado                                    | Туліо (голос)                                                    |
| 1999      | ф  | Дикий, дикий Вест                                   | Wild Wild West                                           | Артеміус Гордон / президент Грант                                |
| 1999      | ф  |                                                     | Will Smith Feat. Dru Hill & Kool Mo Dee: Wild Wild West  | Артеміус Гордон                                                  |
| 1999      | ф  | Сон літньої ночі                                    | A Midsummer Night's Dream                                | Нік Боттом                                                       |
| 1997      | ф  | Вхід та вихід                                       | In & Out                                                 | Говард Брекетт                                                   |
| 1997      | ф  | Крижана буря                                        | The Ice Storm                                            | Бен Гуд                                                          |
| 1997      | ф  | Люті створіння                                      | Fierce Creatures                                         | Вінс Маккейн / Род Маккейн                                       |
| 1996      | вг |                                                     | Disney's Animated Storybook: The Hunchback of Notre Dame | капітан Феб де Шатопер (голос)                                   |
| 1996      | ф  | Горбань з Нотр-Даму                                 | The Hunchback of Notre Dame                              | капітан Феб де Шатопер (голос)                                   |
| 1995      | ф  | Французький поцілунок                               | French Kiss                                              | Люк Тейсьє                                                       |
| 1994      | ф  | Принцеса Карабу                                     | Princess Caraboo                                         | Фріксос                                                          |
| 1993      | ф  | Лускунчик                                           | The Nutcracker                                           | оповідач (голос)                                                 |
| 1993      | ф  | Дейв                                                | Dave                                                     | Дейв Ковіч / Білл Мітчелл                                        |
| 1992      | ф  | Чаплін                                              | Chaplin                                                  | Дуглас Фербенкс                                                  |
| 1992      | ф  |                                                     | Consenting Adults                                        | Річард Паркер                                                    |
| 1991      | ф  | Великий каньйон                                     | Grand Canyon                                             | Мак                                                              |
| 1991      | ф  |                                                     | Merlin and the Dragons                                   | оповідач (голос)                                                 |
| 1991      | ф  | Велика піна                                         | Soapdish                                                 | Джеффрі Андерсон                                                 |
| 1990      | ф  | Я люблю тебе до смерті                              | I Love You to Death                                      | Джої                                                             |
| 1989      | ф  | Січневий чоловік                                    | The January Man                                          | Нік Старкі                                                       |
| 1988      | ф  | Рибка на ім'я Ванда                                 | A Fish Called Wanda                                      | Отто Вест                                                        |
| 1987      | ф  | Поклик свободи                                      | Cry Freedom                                              | Дональд Вудс                                                     |
| 1986      | ф  |                                                     | Violets Are Blue...                                      | Генрі Сквірес                                                    |
| 1985      | ф  | Сільверадо                                          | Silverado                                                | Пейден                                                           |
| 1984      | с  | Нове шоу                                            | The New Show                                             | різні персонажі (2 епізоди)                                      |
| 1983      | ф  | Велике розчарування                                 | The Big Chill                                            | Гарольд Купер                                                    |
| 1983      | ф  | Пірати Пензансу                                     | The Pirates of Penzance                                  | Піратський король                                                |
| 1982      | ф  | Вибір Софії                                         | Sophie's Choice                                          | Натан Ландау                                                     |
| 1980      | ф  | Пірати Пензанса                                     | The Pirates of Penzance                                  | Піратський король                                                |
| 1977      | с  |                                                     | The CBS Festival of Lively Arts for Young People         | Петручо (1 епізод)                                               |
| 1976      | ф  |                                                     | The Time of Your Life                                    | Маккарті                                                         |
| 1976      | с  | У пошуках завтрашнього дня                          | Search for Tomorrow                                      | Вуді Рід                                                         |